# 전라남도화순교육지원청
전라남도화순교육지원청(全羅南道和順敎育支援廳, Hwasun Office of Education)은 전라남도 화순군을 관할하는 전라남도교육청 산하의 교육지원청이다.
교육장은 장학관으로 보한다.
단, 중학교, 고등학교는 모두 남녀공학이다.

## 산하 기관

### 유치원
| - 세종유치원 - 이튼유치원 - 요셉유치원 |

### 초등학교 (병설유치원과 같음)
| - 능주초등학교 - 도곡중앙초등학교 - 도곡초등학교 - 동면초등학교 - 동복초등학교 | - 사평초등학교 - 아산초등학교 - 이양초등학교 - 천태초등학교 | - 청풍초등학교 - 춘양초등학교 - 한천초등학교 - 화순만연초등학교 | - 화순오성초등학교 - 화순제일초등학교 - 화순초등학교 - 이서분교 |

### 중학교
| - 능주중학교 - 화순도곡중학교 - 화순도암중학교 - 화순동면중학교 - 화순동복중학교 | - 화순북면중학교 - 화순사평중학교 - 화순이양중학교 - 화순제일중학교 - 화순중학교 |

### 고등학교
| - 화순고등학교 - 전남기술과학고등학교 - 화순이양고등학교 - 능주고등학교 |